# 12-й меридіан східної довготи
12-й меридіан східної довготи — лінія довготи, що лежить на 12 градусів східніше Гринвіцького меридіана. Вона проходить від Північного полюса через Північний Льодовитий океан, Європу, Африку, Атлантичний океан, Південний океан та Антарктиду до Південного полюса.
12-й меридіан східної довготи формує велике коло разом із 168-мим меридіаном західної довготи.

## Список географічних об'єктів, що перетинає 12° сх. д.
Починаючи на Північному полюсі та рухаючись до Південного полюса, 12-й меридіан східної довготи проходить через:
| Координати                                                 | Країна, територія або море | Примітки                                                              |
| ---------------------------------------------------------- | -------------------------- | --------------------------------------------------------------------- |
| 90°0′ пн. ш. 12°0′ сх. д. / 90.000° пн. ш. 12.000° сх. д.  | Північний Льодовитий океан |                                                                       |
| 79°44′ пн. ш. 12°0′ сх. д. / 79.733° пн. ш. 12.000° сх. д. | Норвегія                   | Шпіцберген — проходить через острів Шпіцберген та острів Принца Карла |
| 78°13′ пн. ш. 12°0′ сх. д. / 78.217° пн. ш. 12.000° сх. д. | Атлантичний океан          |                                                                       |
| 67°29′ пн. ш. 12°0′ сх. д. / 67.483° пн. ш. 12.000° сх. д. | Норвегія                   | Проходить через острови Рьост                                         |
| 67°28′ пн. ш. 12°0′ сх. д. / 67.467° пн. ш. 12.000° сх. д. | Атлантичний океан          | Норвезьке море                                                        |
| 65°43′ пн. ш. 12°0′ сх. д. / 65.717° пн. ш. 12.000° сх. д. | Норвегія                   | Проходить через острів Вега[en]                                       |
| 65°38′ пн. ш. 12°0′ сх. д. / 65.633° пн. ш. 12.000° сх. д. | Атлантичний океан          | Норвезьке море                                                        |
| 65°14′ пн. ш. 12°0′ сх. д. / 65.233° пн. ш. 12.000° сх. д. | Норвегія                   |                                                                       |
| 63°17′ пн. ш. 12°0′ сх. д. / 63.283° пн. ш. 12.000° сх. д. | Швеція                     | Приблизно на 4 км                                                     |
| 63°15′ пн. ш. 12°0′ сх. д. / 63.250° пн. ш. 12.000° сх. д. | Норвегія                   |                                                                       |
| 59°54′ пн. ш. 12°0′ сх. д. / 59.900° пн. ш. 12.000° сх. д. | Швеція                     | Проходить через Гетеборг                                              |
| 57°21′ пн. ш. 12°0′ сх. д. / 57.350° пн. ш. 12.000° сх. д. | Каттегат                   |                                                                       |
| 56°1′ пн. ш. 12°0′ сх. д. / 56.017° пн. ш. 12.000° сх. д.  | Данія                      | Проходить через острови Зеландія та Фальстер                          |
| 54°43′ пн. ш. 12°0′ сх. д. / 54.717° пн. ш. 12.000° сх. д. | Балтійське море            | Мекленбурзька бухта                                                   |
| 54°10′ пн. ш. 12°0′ сх. д. / 54.167° пн. ш. 12.000° сх. д. | Німеччина                  |                                                                       |
| 47°37′ пн. ш. 12°0′ сх. д. / 47.617° пн. ш. 12.000° сх. д. | Австрія                    |                                                                       |
| 47°3′ пн. ш. 12°0′ сх. д. / 47.050° пн. ш. 12.000° сх. д.  | Італія                     |                                                                       |
| 41°59′ пн. ш. 12°0′ сх. д. / 41.983° пн. ш. 12.000° сх. д. | Середземне море            | Проходить західніше острова Мареттімо[en], Італія                     |
| 36°49′ пн. ш. 12°0′ сх. д. / 36.817° пн. ш. 12.000° сх. д. | Італія                     | Проходить через острів Пантеллерія                                    |
| 36°44′ пн. ш. 12°0′ сх. д. / 36.733° пн. ш. 12.000° сх. д. | Середземне море            |                                                                       |
| 33°0′ пн. ш. 12°0′ сх. д. / 33.000° пн. ш. 12.000° сх. д.  | Лівія                      |                                                                       |
| 23°31′ пн. ш. 12°0′ сх. д. / 23.517° пн. ш. 12.000° сх. д. | Нігер                      |                                                                       |
| 13°10′ пн. ш. 12°0′ сх. д. / 13.167° пн. ш. 12.000° сх. д. | Нігерія                    |                                                                       |
| 7°30′ пн. ш. 12°0′ сх. д. / 7.500° пн. ш. 12.000° сх. д.   | Камерун                    |                                                                       |
| 2°17′ пн. ш. 12°0′ сх. д. / 2.283° пн. ш. 12.000° сх. д.   | Габон                      |                                                                       |
| 2°20′ пд. ш. 12°0′ сх. д. / 2.333° пд. ш. 12.000° сх. д.   | Республіка Конго           |                                                                       |
| 2°57′ пд. ш. 12°0′ сх. д. / 2.950° пд. ш. 12.000° сх. д.   | Габон                      |                                                                       |
| 3°9′ пд. ш. 12°0′ сх. д. / 3.150° пд. ш. 12.000° сх. д.    | Республіка Конго           | Приблизно на 9 км                                                     |
| 3°14′ пд. ш. 12°0′ сх. д. / 3.233° пд. ш. 12.000° сх. д.   | Габон                      |                                                                       |
| 3°25′ пд. ш. 12°0′ сх. д. / 3.417° пд. ш. 12.000° сх. д.   | Республіка Конго           |                                                                       |
| 5°1′ пд. ш. 12°0′ сх. д. / 5.017° пд. ш. 12.000° сх. д.    | Атлантичний океан          |                                                                       |
| 15°36′ пд. ш. 12°0′ сх. д. / 15.600° пд. ш. 12.000° сх. д. | Ангола                     |                                                                       |
| 17°10′ пд. ш. 12°0′ сх. д. / 17.167° пд. ш. 12.000° сх. д. | Намібія                    |                                                                       |
| 18°22′ пд. ш. 12°0′ сх. д. / 18.367° пд. ш. 12.000° сх. д. | Атлантичний океан          |                                                                       |
| 60°0′ пд. ш. 12°0′ сх. д. / 60.000° пд. ш. 12.000° сх. д.  | Південний океан            |                                                                       |
| 69°56′ пд. ш. 12°0′ сх. д. / 69.933° пд. ш. 12.000° сх. д. | Антарктида                 | Проходить через Землю Королеви Мод (претендує Норвегія)               |